# Proteuxoa melanographa
Proteuxoa melanographa är en fjärilsart som beskrevs av Turner 1908. Proteuxoa melanographa ingår i släktet Proteuxoa och familjen nattflyn. Inga underarter finns listade i Catalogue of Life.